# Juan Carlos Lázaro
Juan Carlos Lázaro Llantoy (Lima, 1 de noviembre de 1952 - 14 de noviembre de 2023) fue un poeta, editor y periodista peruano. 

## Trayectoria
Por su edad perteneció a la generación del 70 de la poesía peruana en la que también se encuentran José Watanabe, Abelardo Sánchez León, María Emilia Cornejo, Enrique Verástegui, Mario Montalbetti, Juan Ramírez Ruiz, entre otros. Sin embargo su poesía está distanciada del coloquialismo que caracterizó a esta generación y cala, más bien, en las fuentes de un hondo lirismo que descubre y revela la realidad individual y colectiva.
Su andadura poética se inició en 1973, cuando tenía veinte años, con la publicación de un notable conjunto de poemas que inauguraron las ediciones de La Tortuga ecuestre. No obstante este temprano comienzo, siempre se mostró renuente a la figuración pública. En el 2004 obtuvo el accésit de publicación del Premio Internacional de Poesía Julio Tovar (Tenerife, España) y en el 2007 el Premio Internacional de Poesía Copé (Lima, Perú).
Su faceta de periodista y editor es más dilatada que la del poeta. Ha trabajado como reportero y editor de política en las más importantes publicaciones de Lima (La República, Caretas, Síntesis, El Sol, Expreso, etc.) y en las agencias de noticias Andina y Xinhua. En el 2002 creó el sello editorial Sol & Niebla que también publica la revista literaria del mismo nombre. Igualmente ha creado las revistas Letra Impresa (dedicada a la prensa escrita) y Hechos & argumentos (de información y análisis político y cultural).
El 14 de noviembre de 2023, el Colegio de Periodistas de Lima confirmó su deceso a los 71 años.

## Obra
- Las palabras (Lima, Editorial Lumen, 1977)
- Gris amanece la urbe del hambre (Lima, Lluvia editores, 1987)
- La casa y la hojarasca (Lima, Taller editorial Eco, 2001)
- Historia de una melena (Lima, 2004)[2]
- Entre la sombra y el fuego (Lima, Ediciones Copé, 2008)
- Desolado el techo donde se posaba el gato (Lima, Lluvia editores, 2017)